# Walther Lamp’l
Walther Lamp’l (* 10. Mai 1891 in Hamburg; † 4. Januar 1933 in Altona) war ein Politiker der SPD und Altonaer Senator. Er war nach der Novemberrevolution Kommandant bzw. Reichskommissar von Groß-Hamburg und dieser Position verantwortlich für den Einsatz eines Freikorps gegen die Hamburger Zivilbevölkerung im Rahmen der Hamburger Oster- und Sülzeunruhen.

## Leben
Nach seinem Schulbesuch in Hamburg arbeitete Lamp’l von 1910 bis 1912 in Mexiko als Kaufmann und Hausmakler. Er kehrte 1913 nach Deutschland zurück und begann in Berlin Jura zu studieren, nebenher arbeitete er als Privatlehrer. Mit Ausbruch des Ersten Weltkrieges wurde er eingezogen und diente bis zu seiner schweren Verwundung im Dezember 1917 bei den Fliegertruppen als Offizier.
Lamp’l war aktiv an der Novemberrevolution in Norddeutschland beteiligt. Er schloss sich der MSPD an und wurde Delegierter auf dem ersten Reichsrätekongress in Berlin 1918, auf dem er in den Zentralrat der Deutschen Sozialistischen Republik gewählt wurde. Im Dezember 1918 wurde er zum Vorsitzenden des Soldatenrates für Hamburg, Altona und Umgebung gewählt. Er war damit neben Heinrich Laufenberg einer der Inhaber der tatsächlichen Macht während der Revolution. Nachdem die Räte an Macht verloren, wurde Lamp’l im März 1919 von der Reichsregierung zum Kommandanten von Groß-Hamburg, daran anschließend im August 1919 zum Reichskommissar für Groß-Hamburg ernannt, ein Amt, das er bis November 1919 innehatte. In dieser Funktion verantwortete er den Einsatz des politisch rechts stehenden Freikorps Bahrenfeld gegen die Hamburger Zivilbevölkerung im Rahmen der Hamburger Osterunruhen und Sülzeunruhen. Im März 1919 wurde er für die SPD in die Hamburgische Bürgerschaft gewählt, der er bis 1921 angehörte. Im selben Jahr beendete er auch sein Studium in Hamburg erfolgreich mit einer Promotion.
Von August 1921 bis zu seinem Tode war Lamp’l besoldeter Magistratsrat der Stadt Altona. Er gehörte dort neben Max Brauer, Gustav Oelsner und August Kirch zu den einflussreichsten Senatoren. Er vertrat ab 1921 das Fachgebiet Polizei, seit 1923 zusätzlich die Bereiche Hafen und Arbeitsbehörde. Von 1925 bis 1933 war Lamp’l Mitglied im Provinziallandtag der preußischen Provinz Schleswig-Holstein.

## Ehrungen
- 1965 wurde der westliche Teil der Schillerstraße in der Altonaer Altstadt nahe dem Altonaer Bahnhof in Lamp’lweg umbenannt.

## Schriften
- Das Recht der deutschen Revolution. Das Problem der Revolutionsrechtes in der deutschen Rechtswissenschaft, Rechtsphilosophie und Rechtsprechung. Hamburg 1921.
- Die Revolution in Groß-Hamburg. Hamburg 1921.